# Fonte de Giom

A Fonte de Giom (Ha Gihon) localizada numa caverna natural no vale do Cédron, foi a principal fonte de água para Ofel, local original de Jerusalém. Três sistemas principais de água permitiram que a água desta fonte fosse conduzida à cidade:

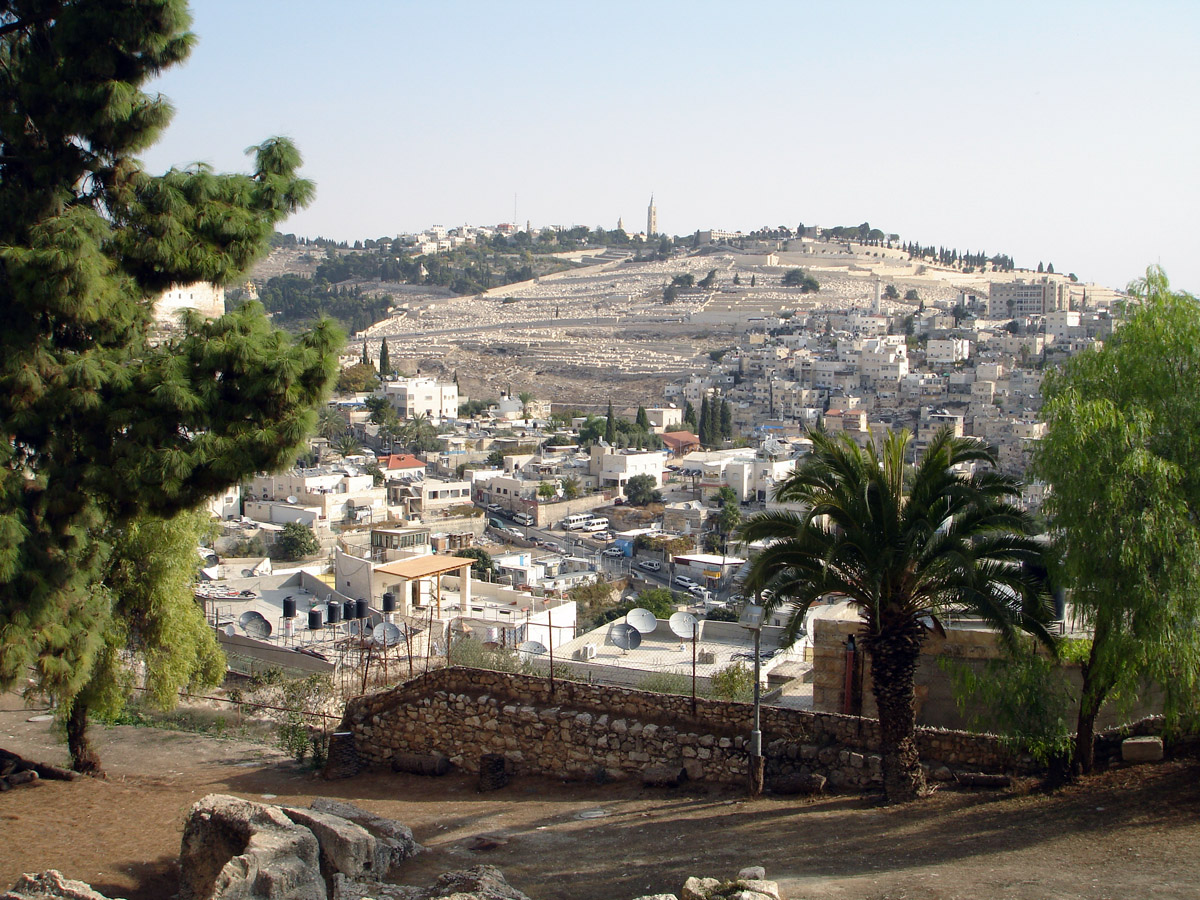
Ofel e o monte das Oliveiras

- O canal médio da idade do bronze. É conhecido por este nome (devido a sua idade estimada); Determinou-se que foi construído por volta de 1 800 a.C. (na Idade do Bronze). É essencialmente uma vala profunda de 20 pés na terra, onde depois a construção foi coberta por grandes lajes da rocha ( escondidas na folhagem). É mais estreito, mas ainda pode-se andar em grande parte de todo seu comprimento. Além disso à saída, perto do túnel de siloé, a canaleta tinha diversas saídas pequenas que molhavam os jardins do Vale da torrente do Cédron.[1] O túnel de Ezequias age como substituto para este canal, mas a facilidade para que um assaltante descubra as lajes da cobertura é um ponto fraco.
- O Canal de Warren - um túnel íngreme, um canal de água que penetrava no fundo da caverna na qual surge a fonte de Giom, e, depois de uns 20 metros, terminava num reservatório. Datado um pouco depois do tempo do canal médio da idade do bronze, conduzindo a entrada de Ofel descendo à fonte de Giom. Uma passagem inclinada que estendia-se da fonte para trás até o interior de Jerusalém. Esta passagem era para que quaisquer pessoas que desejassem, pudessem usar para coletar água da fonte.
- O túnel de Ezequias - O túnel,[2] que conduzia[3] a Fonte de Giom[4] até a piscina de Siloé, foi projetado para agir como um Aqueduto para abastecer de água a Jerusalém durante um sítio organizado pelos assírios, conduzidos por Senaqueribe.

Em 1997, quando um centro de visitantes era construído, a fonte foi descoberta fortalecendo a datação desde a idade média do bronze, visto que os arqueólogos também descobriram inesperadamente as torres - uma que protege a base do canal de Warren, e a outra que protege a própria fonte de Giom. Visto que a área em torno do local ainda que está sendo habitado, é desconhecido se existem quaisquer fortificações adicionais. Passagens bíblicas indicam que no periodo do rei Ezequias esta fonte foi escondida, para que os assírios não soubessem dela. - II Crônicas 32:2-4.

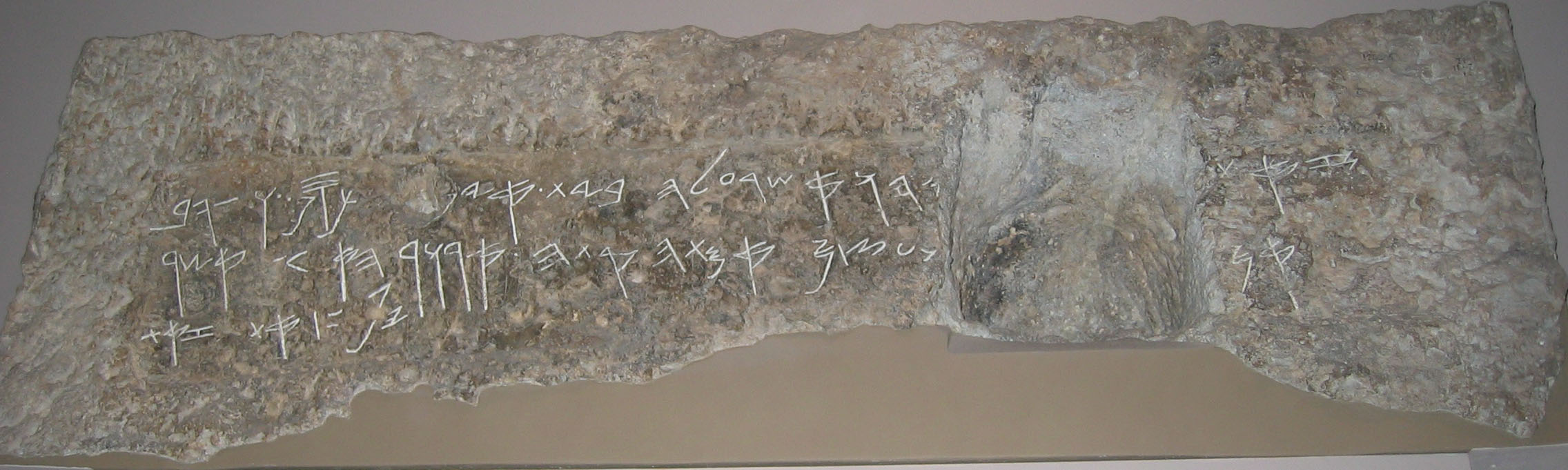
A inscrição de Siloé que menciona as águas da fonte de Giom

## Inscrição de Siloé
A seguinte inscrição foi encontrada no Túnel de Ezequias, menciona as águas da fonte de Giom:
“E esta foi a maneira em que foi perfurado: — Enquanto [. . .] ainda (havia) [. . .] machado(s), cada homem em direção ao seu companheiro, e quando ainda faltavam três côvados para serem perfurados, [ouviu-se] a voz dum homem chamando seu companheiro, pois havia uma sobreposição na rocha à direita [e à esquerda]. E quando o túnel foi aberto, os cavouqueiros cortaram (a rocha), cada homem em direção ao seu companheiro, machado contra machado; e a água fluiu da fonte em direção ao reservatório por 1.200 côvados, e a altura da rocha acima da(s) cabeça(s) dos cavouqueiros era de 100 côvados.”.
Os versículos da Bíblia que relacionam-se à Fonte de Giom são estes:
- ". . .E o rei prosseguiu, dizendo-lhes: “Tomai convosco os servos de vosso senhor e tereis de fazer Salomão, meu filho, montar na mula que me pertence e tereis de conduzi-lo para baixo a Giom."- I Reis 1:33.
- "E foi Ezequias quem tapou a nascente superior das águas de Giom e canalizou-as diretamente para baixo, para o oeste da Cidade de Davi, e Ezequias continuou a mostrar-se bem sucedido em todo o seu trabalho."- II Crônicas 32:30.
- "Então Zadoque, o sacerdote, e Natã, o profeta, ungiram-no rei em Giom; depois subiram de lá alegrando-se, e a vila está em alvoroço. Este foi o alarido que ouvistes."- I Reis 1:45.

As águas da Fonte de Giom continuam a fluir até hoje através do “Túnel de Siloé”, de Ezequias.